# Brenthonne
Brenthonne ist eine französische Gemeinde im Département Haute-Savoie in der Region Auvergne-Rhône-Alpes.

## Geographie
Brenthonne liegt auf 555 m, etwa auf halbem Weg zwischen Thonon-les-Bains und Annemasse, 13 Kilometer südwestlich der Stadt Thonon-les-Bains (Luftlinie). Das Dorf erstreckt sich im Bas-Chablais östlich des Foron, am Nordfuß des Passübergangs Col de Saxel.
Die Fläche des 8,38 km² großen Gemeindegebiets umfasst einen Abschnitt des Bas-Chablais und der angrenzenden Voralpen. Der nördliche Teil des Gemeindeareals liegt in einer breiten Niederung, die durch den Foron und seine Zuflüsse nach Norden zum Genfersee entwässert wird. Das Gebiet reicht in die ausgedehnten Waldungen des Bois de Savigny. Nach Süden erstreckt sich der Gemeindeboden über einen zunächst sanft, später steil ansteigenden und dicht bewaldeten Hang bis auf die Höhen im Bereich des Col de Saxel. Hier wird mit 1000 m die höchste Erhebung von Brenthonne erreicht.

### Gemeindegliederung
Zu Brenthonne gehören neben dem eigentlichen Dorfzentrum verschiedene weitere Dörfer und Weilersiedlungen. Von Norden nach Süden sind dies: 
- Puard (545 m)
- Avully (570 m)
- Morzier (570 m)
- Vigny (559 m)
- Gros Perrier (590 m)
- Dugny (622 m)

Nachbargemeinden von Brenthonne sind Fessy im Osten, Saxel im Süden sowie Bons-en-Chablais im Westen.

## Geschichte
Spuren aus der Römerzeit weisen darauf hin, dass das Gebiet um Brenthonne schon sehr früh besiedelt war. Erstmals erscheint der Name Brenthonne gegen Ende des 12. Jahrhunderts in den Urkunden.

## Sehenswürdigkeiten

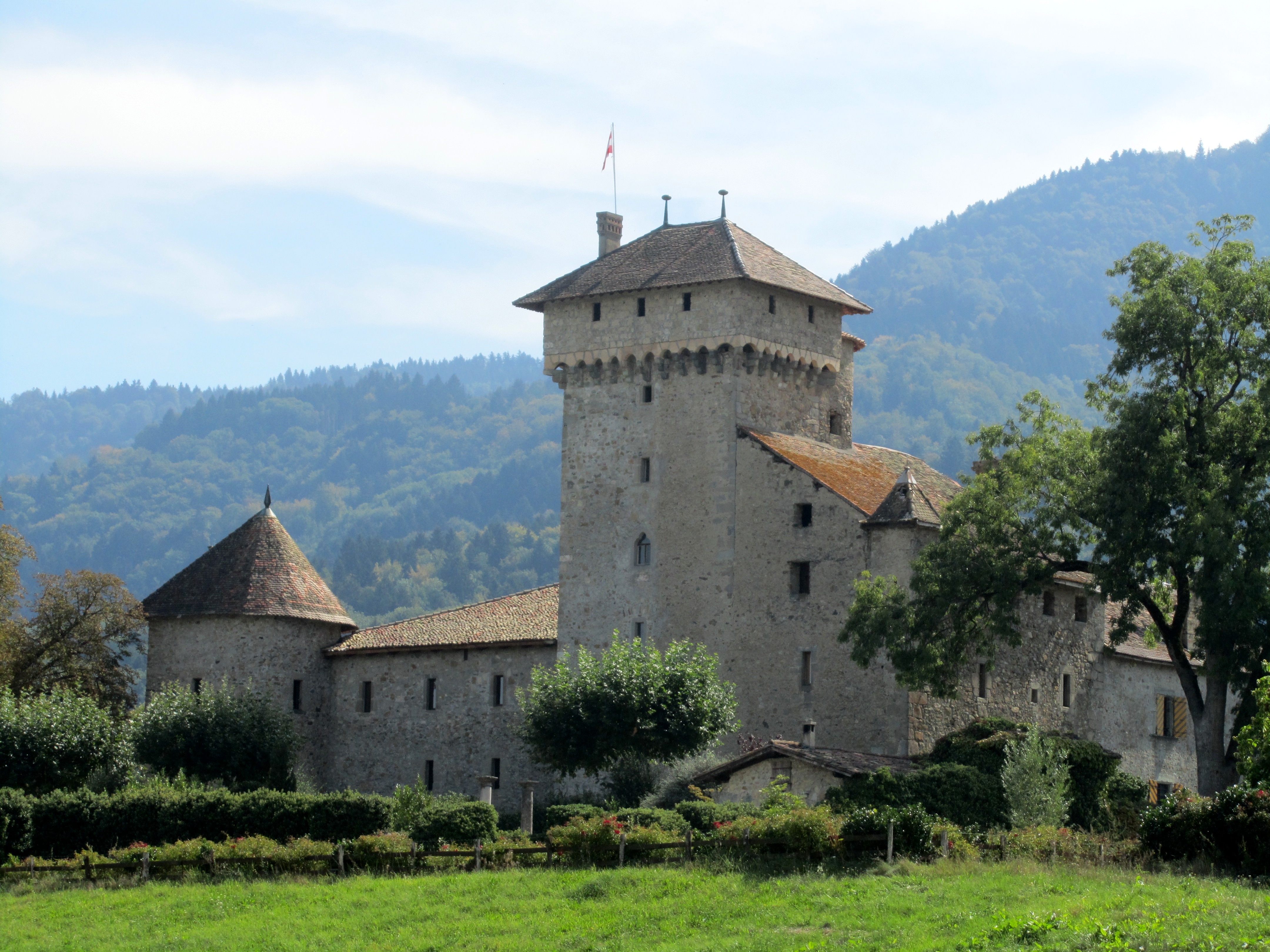
Château d’Avully

Die ältesten Bauteile der Kirche, die im Lauf der Zeit mehrfach verändert wurde, stammen aus dem 13. und dem 15. Jahrhundert. Östlich des Dorfes steht das Château d’Avully, das im 12. Jahrhundert erbaut wurde und sein mittelalterliches Aussehen mit Zugbrücke, mächtigem Bergfried und Türmen im savoyischen Stil weitgehend bewahrt hat.

## Bevölkerung
| Jahr                       | 1962 | 1968 | 1975 | 1982 | 1990 | 1999 | 2006 | 2017 |
| Einwohner                  | 461  | 480  | 536  | 533  | 654  | 670  | 818  | 1037 |
| Quellen: Cassini und INSEE |      |      |      |      |      |      |      |      |

Mit 1116 Einwohnern (Stand 1. Januar 2022) gehört Brenthonne zu den kleineren Gemeinden des Départements Haute-Savoie. In den letzten Jahrzehnten wurde ein kontinuierliches Wachstum der Einwohnerzahl verzeichnet.

## Wirtschaft und Infrastruktur
Brenthonne war bis weit ins 20. Jahrhundert hinein ein vorwiegend durch die Landwirtschaft geprägtes Dorf. Heute gibt es verschiedene Betriebe des lokalen Kleingewerbes. Zahlreiche Erwerbstätige sind Wegpendler, die in den größeren Ortschaften der Umgebung oder in Thonon-les-Bains ihrer Arbeit nachgehen.
Die Ortschaft liegt an der Verbindungsstraße D903, die von Saint-Cergues direkt nach Thonon-les-Bains führt. Weitere Straßenverbindungen bestehen mit Fessy.